# Sulfiredoksin
Sulfiredoksin (EC 1.8.98.2, Srx1, peroksiredoksin-(-hidroksi--oksocistein) reduktaza) je enzim sa sistematskim imenom peroksiredoksin-(-hidroksi--oksocistein):tiol oksidoreduktaza (ATP-hidroliza; formira peroksiredoksin-(-hidroksicistein)). Ovaj enzim katalizuje sledeću hemijsku reakciju
peroksiredoksin-(-hidroksi--oksocistein) + ATP + 2 R-SH {\displaystyle \rightleftharpoons } peroksiredoksin-(-hidroksicistein) + ADP + fosfat + R-S-S-R
Tokom reakcije koju posreduje enzim EC 1.11.1.15, peroksiredoksin, njegov cisteinski ostatak se naizmenično oksiduje do sulfenske kiseline, -hidroksicisteina, i redukuje nazad do cisteina. Povremeno se S-hidroksicisteinski ostatak dalje oksiduje do sulfinske kiseline, -hidroksi--oksocisteina, čime se inaktivira enzim. Reduktaza pruža mehanizam za regeneraciju aktivne forme peroksiredoksina, i.e. peroksiredoksin-(-hidroksicisteina).

## Literatura
- Nicholas C. Price; Lewis Stevens (1999). Fundamentals of Enzymology: The Cell and Molecular Biology of Catalytic Proteins (Third изд.). USA: Oxford University Press. ISBN 019850229X.
- Eric J. Toone (2006). Advances in Enzymology and Related Areas of Molecular Biology, Protein Evolution (Volume 75 изд.). Wiley-Interscience. ISBN 0471205036.
- Branden C; Tooze J. Introduction to Protein Structure. New York, NY: Garland Publishing. ISBN 0-8153-2305-0.
- Irwin H. Segel. Enzyme Kinetics: Behavior and Analysis of Rapid Equilibrium and Steady-State Enzyme Systems (Book 44 изд.). Wiley Classics Library. ISBN 0471303097.

## Spoljašnje veze
- Sulfiredoxin на 